# Scombridae
La famiglia Scombridae comprende 54 specie di pesci ossei marini dell'ordine Scombriformes, con specie di grande importanza per l'alimentazione umana e la pesca commerciale come i tonni, gli sgombri e la palamita.

## Distribuzione e habitat

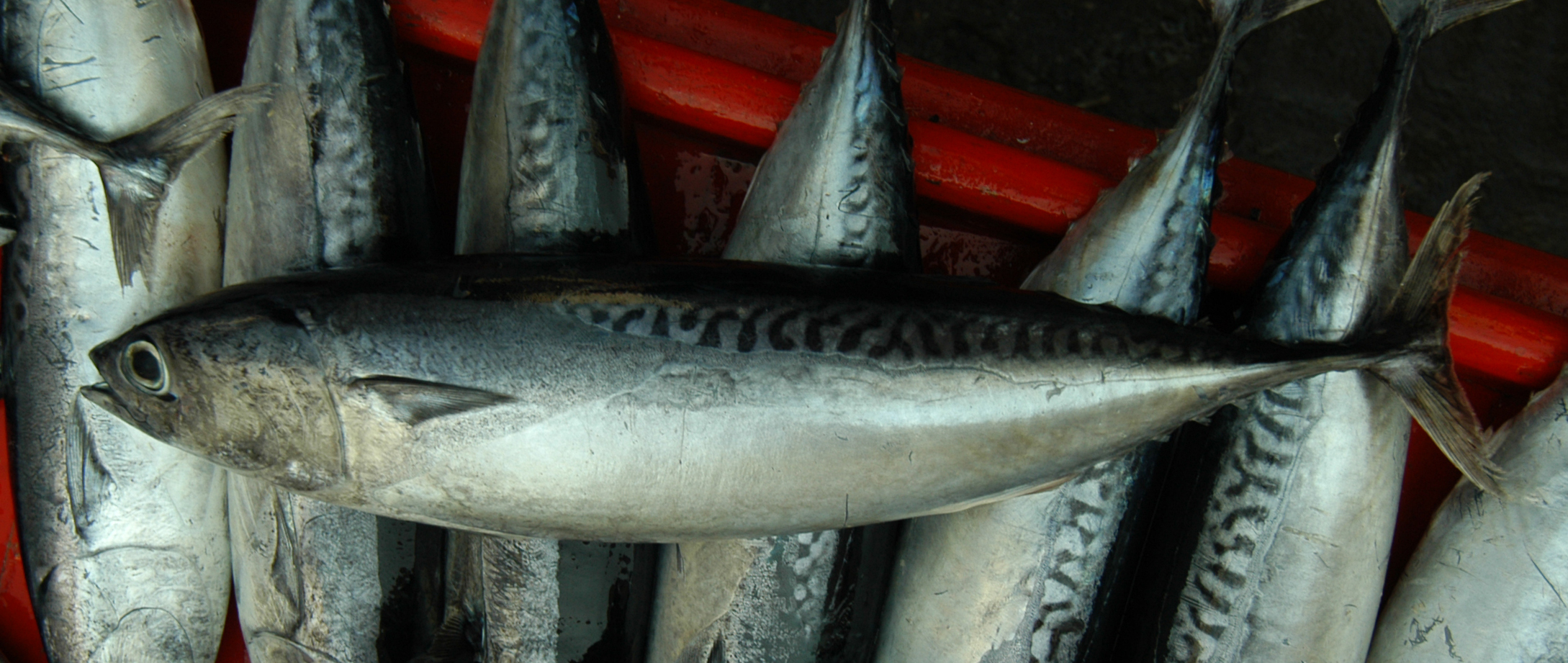
Auxis thazard

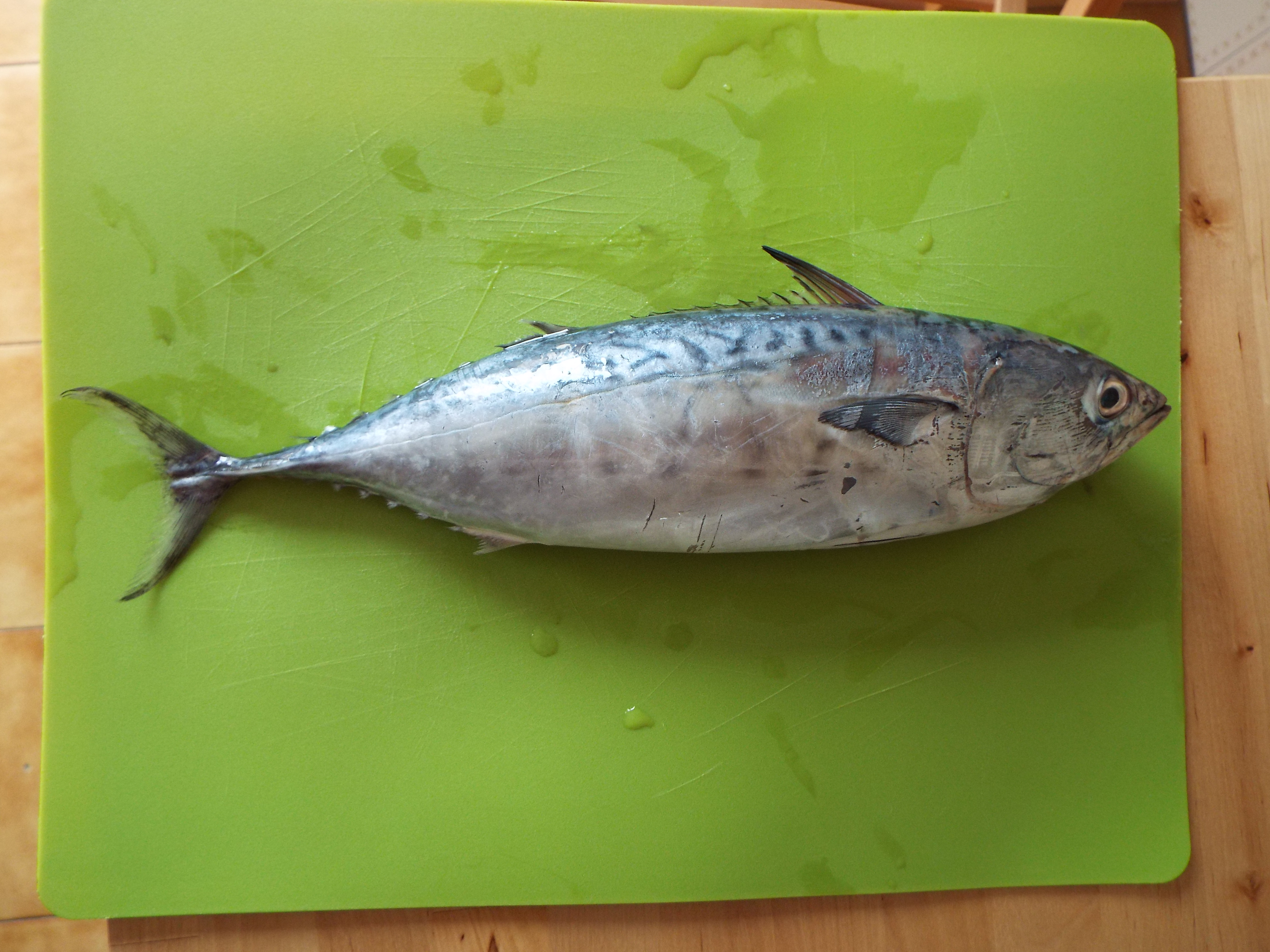
Euthynnus alletteratus

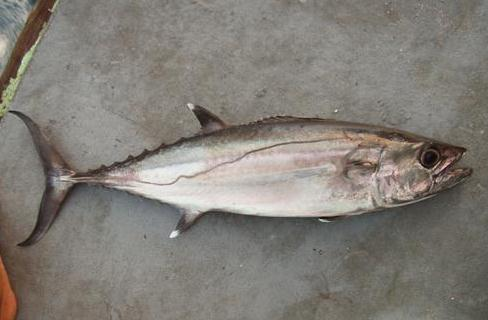
Gymnosarda unicolor

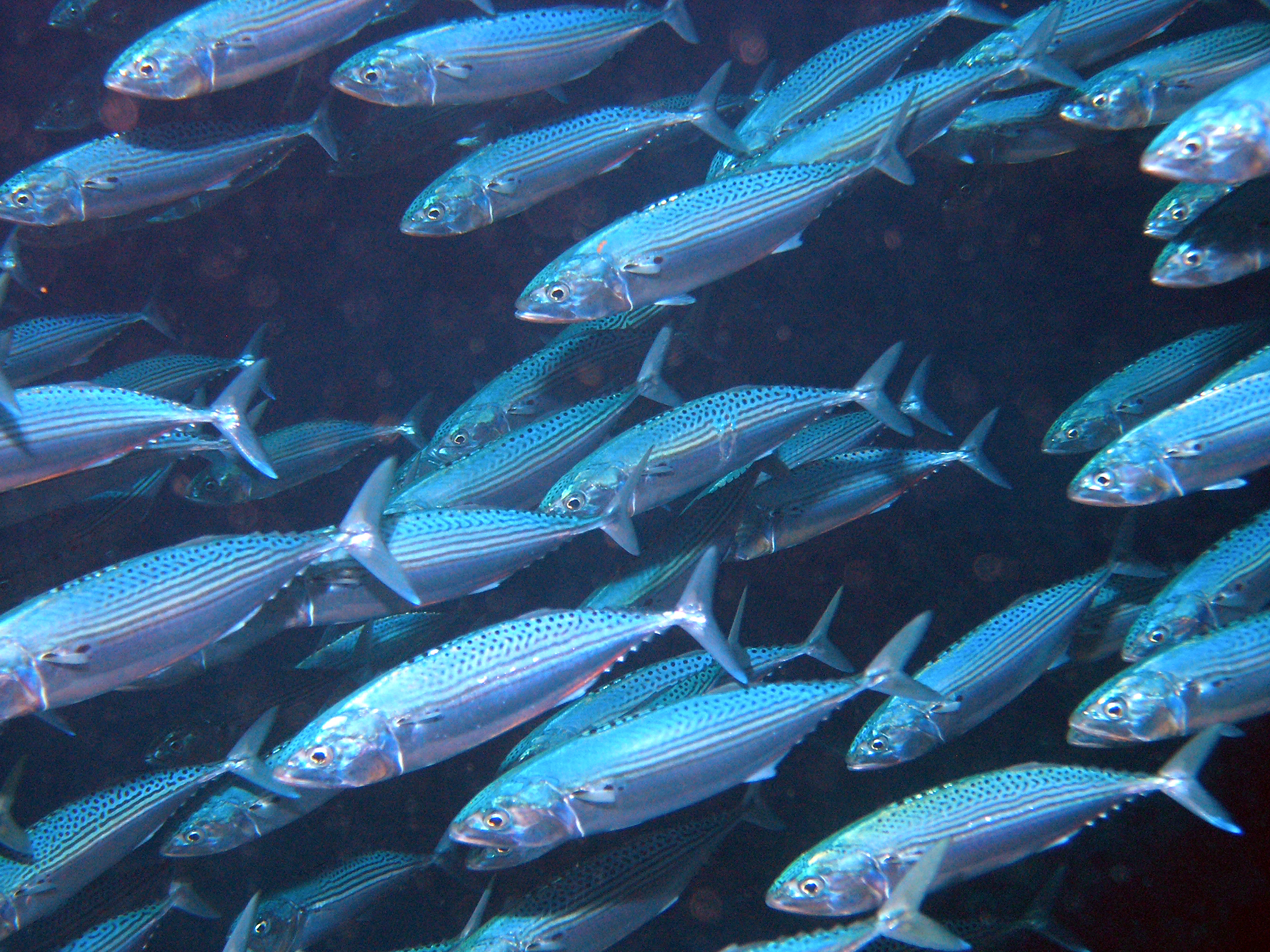
Rastrelliger kanagurta

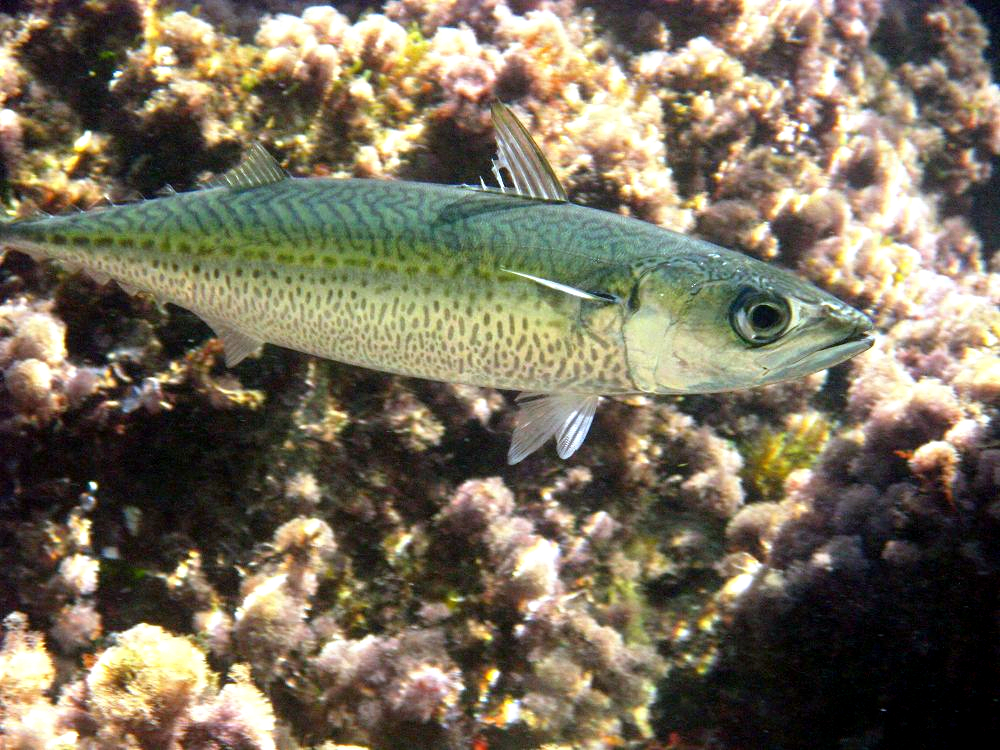
Scomber colias

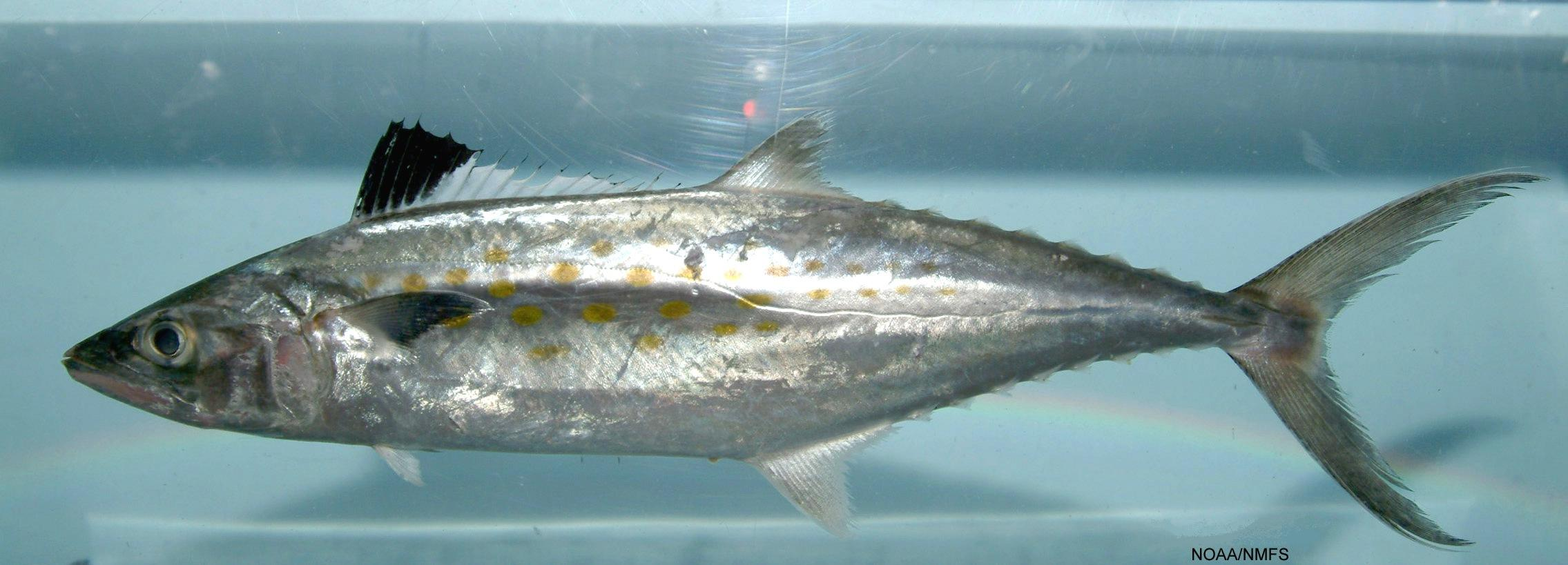
Scomberomorus maculatus

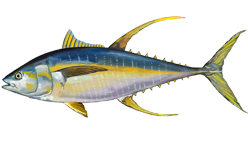
Thunnus albacares

Questi pesci sono diffusi in tutti i mari eccettuati quelli polari anche se alcune specie, come lo sgombro, possono raggiungere il Circolo polare Artico. Hanno comunque la loro massima diversità ed il maggior numero di specie nei mari tropicali. 

Sono tipicamente pesci pelagici e, secondo le preferenze delle singole specie, possono trovarsi sempre e solo in alto mare (alalunga) o avvicinarsi regolarmente alla costa.

Nel mar Mediterraneo gli Scombridae sono presenti con le seguenti specie:
- Scomber scombrus sgombro
- Scomber colias lanzardo o sgombro cavallo
- Rastrelliger kanagurta sgombro indiano *
- Sarda sarda palamita
- Orcynopsis unicolor palamita bianca
- Scomberomorus tritor sgombro macchiato *
- Scomberomorus commerson sgombro spagnolo *
- Acanthocybium solandri wahoo *
- Auxis thazard tombarello
- Auxis rochei tombarello biso
- Katsuwonus pelamis tonnetto striato
- Euthynnus alletteratus tonnetto alletterato
- Thunnus thynnus tonno o tonno rosso
- Thunnus alalunga alalunga o tonno bianco

Le specie marcate con l'asterisco sono da considerarsi accidentali nei mari italiani.

## Descrizione
Sono pesci tipicamente fusiformi e non compressi lateralmente, con sezione quasi circolare. La sagoma del corpo può essere visibilmente "panciuta" come nel tonno o affusolata e slanciata come nello sgombro. La bocca è armata di denti conici che possono essere da molto piccoli a grandi. Le squame sono piccole e spesso delineano un'area anteriore in cui sono più grandi che prende il nome di 'corsaletto ed ha importanza tassonomica per il riconoscimento di questi pesci. Il corsaletto può essere l'unica parte coperta di squame. Le pinne dorsali sono due, contigue o separate, di dimensioni variabili, la seconda di solito è simmetrica e quasi opposta alla pinna anale. Il peduncolo caudale è sottile ma forte ed è dotato in quasi tutte le specie di carene laterali e di pinnule; la pinna caudale è lunata, ampia e robusta. Le pinne pettorali sono inserite in alto; tra le pinne ventrali è presente un lobo carnoso che permette il loro "incassamento" allo scopo di mantenere l'idrodinamicità.

La livrea è, dato lo stile di vita di questi pesci, quasi sempre sui toni del blu e del verde metallico, in quasi tutte le specie sono presenti macchie o strisce scure che spesso permettono l'identificzione della specie a colpo d'occhio. Non mancano specie (come il tonno pinna gialla) in cui sono presenti colori più vivaci.

Le dimensioni possono essere molto grandi, anche di parecchie centinaia di chilogrammi ma anche piccole, non superiori a pochi ettogrammi.

## Riproduzione
Le uova sono pelagiche e l'accrescimento dei giovanili è molto rapido.

## Alimentazione
Sono tutti pesci predatori e si nutrono prevalentemente di altri pesci pelagici come i Clupeidae.

## Etologia
Questi pesci sono tra i più caratteristici pesci di banco che, in pressoché tutte le specie, si muovono in gruppi disciplinati, talvolta di enormi dimensioni.

## Pesca
Nota a tutti è l'importanza per la pesca professionale di specie come il tonno rosso, il tonno pinna gialla o lo sgombro, purtroppo fenomeni di sovrapesca stanno assottigliando i banchi in tutto il mondo. Critica, ad esempio, la situazione del tonno rosso nel mar Mediterraneo, soprattutto in mar Adriatico. Le carni, comunque, sono ottime e ricche di tutte le proprietà del pesce azzurro. Vengono pescati con reti da circuizione (specie piccole) o con tonnare e palamiti (specie grandi).

## Tassonomia
Fino ad un tempo recente gli sgombridi erano divisi in tre diverse famiglie: Scombridae (comprendente, fra le specie mediterranee, i generi Scomber e Rastrelliger), Scomberomoridae (Sarda, Orcynopsis, Scomberomorus ed Acanthocybium) e Thunnidae (Thunnus, Auxis, Katsuwonus ed Euthynnus). Ma le differenze fisiche, ad esempio nella dentatura e nella distribuzione delle scaglie, non sono state ritenute sufficienti a mantenere questa suddivisione.

Attualmente la famiglia comprende 15 generi, suddivisa in due sottofamiglie:
- Gasterochismatinae
- Scombrinae